# Nguyễn Thị Bình
Nguyễn Thị Bình (nombre: Thị Bình; nombre de familia: Nguyễn), nacida el 26 de marzo de 1927, es una mujer política comunista vietnamita. Ha sido una negociadora en  el acuerdo de París de 1973. Fue la vicepresidenta de Vietnam entre 1992 y 2002.

## Biografía
Nguyễn Thị Bình proviene de un linaje de patriotas vietnamitas; su abuelo Phan Chau Trinh (1872-1926) tuvo un funeral al que asistieron 60 000 personas.
Nació en 1927, bajo el nombre de Nguyen Chau Sa en Sa Dec.
Capital de la provincia homónima, Sa Dec, está situado al sudoeste de Vietnam, en la inmensa llanura arrocera del delta, entre Saigón y Camboya, después de My Thoy antes de Chau Doc-Long Xuyen de la provincia fronteriza con An Giang. Da Dec se ha conocido en países francófonos principalmente por Marguerite Duras quien encontró a su amante chino cuando cursaba el bachillerato en Sa Dec.

## La mujer y su obra
Después de sus estudios de secundaria en el liceo francés de Sisowath, fue institutriz, y entre 1945 y 1951 participó en diferentes actividades nacionalistas y en movimientos feministas, de estudiantes y de intelectuales contra las empresas coloniales, cosa que hizo que la arrestaran y encarcelaran los franceses entre 1951 y 1953. Más tarde, participó en movimientos para aplicar los acuerdos de Génova de 1954.
Durante la guerra de Vietnam, fue miembro del Comité Central del Viet Cong y vicepresidenta de la asociación de las mujeres para la liberación del sur de Vietnam. El 10 de junio de 1969, fue nombrada Ministra de Asuntos Exteriores del Gobierno revolucionario provisional de la República del sur de Vietnam. 
Nguyen es reconocida como un símbolo del papel de las mujeres en la guerra de resistencia. Después de la caída de Saigón y el fin de la República de Vietnam el 30 de abril de 1975, Nguyen consiguió resolver el problema más importante y urgente que era el aprovisionamiento de víveres en Saigon-Cho Lon, y el segundo problema, también importante y urgente que fue reunificar las dos configuraciones económicas y las dos estructuras mentales devastadas durante 30 años de guerra y 20 años de disputas. Ella hizo esta reunificación cuando el ministro de educación de Vietnam renunció.
Fue elegida en 1992 vicepresidenta de la República Socialista de Vietnam y reelegida al mismo cargo en 1997.
Es miembro del comité de apadrinamiento del Tribunal Russell sobre Palestina, donde los trabajos empezaron el 4 de marzo de 2009.